# Une jeune fille nommée Julien
Pour plus de détails, voir Fiche technique et Distribution.
Une jeune fille nommée Julien (La ragazza di nome Giulio) est un drame psychologique franco-italien réalisé par Tonino Valerii et sorti en 1970.
C'est une adaptation du roman homonyme de Milena Milani, publié en 1964.

## Synopsis
Julien est une jeune fille en pleine croissance sexuelle qui vit à Venise avec sa mère. Son prénom Julien lui a été donné en hommage à son père disparu. Ayant d'abord appris à se méfier des hommes et après avoir entretenu une relation avec la gouvernante Lia, Julien se rapproche de Lorenzo, un étudiant timide, puis d'Amerigo, un mécanicien...

## Fiche technique
Sauf indication contraire, les informations mentionnées dans cette section peuvent être confirmées par la base de données cinématographiques IMDb,  présente dans la section « Liens externes ».
- Titre français : Une jeune fille nommée Julien ou La Jeune Fille nommée Julien[1]
- Titre original italien : La ragazza di nome Giulio[2]
- Réalisation : Tonino Valerii
- Scénario : Marcello Coscia, Bruno Di Geronimo, Mauro Di Nardo, Francesco Mazzei, Tonino Valerii d'après le roman homonyme de Milena Milani
- Photographie : Stelvio Massi
- Montage : Franco Fraticelli
- Musique : Riz Ortolani
- Décors : Carlo Leva
- Costumes : Giorgio Desideri
- Production : Francesco Mazzei
- Société de production : Julia Film, France Inter Cinéma, Societé Cinématographique Lyre
- Pays de production :  Italie -  France
- Langue de tournage : italien
- Format : Couleur par Technicolor[2] - 2,35:1 - Son mono - 35 mm
- Durée : 110 minutes (1 h 50[2])
- Genre : Drame psychologique[1]
- Dates de sortie :
  - Italie : 26 juin 1970
  - France : 25 septembre 1974[1]

## Distribution
- Silvia Dionisio : Julien (Giulio en VO)
- Gianni Macchia : Franco
- Esmeralda Ruspoli : Laura, la mère de Julien
- Maurizio Degli Esposti : Lorenzo
- John Steiner : Luciano
- Roberto Chevalier : Camillo
- Raúl Martínez
- Riccardo Garrone : Carvalli
- Malisa Longo
- Umberto Raho : Le confesseur
- Ivano Staccioli : Le professeur de philosophie
- Anna Moffo : Lia

## Production
Après avoir mis en scène trois westerns spaghettis, Tonino Valerii s'inquiétait qu'on ne l'enferme dans cette case. Il commence à explorer des genres alternatifs et il exprime son intérêt pour adapter La Vigne aux raisins noirs de la Sicilienne Livia De Stefani. Le récit de De Stefani fait allusion à la mafia, un thème qui devient alors populaire dans le cinéma italien, particulièrement depuis le succès en 1968 de La Mafia fait la loi de Damiano Damiani.
Riz Ortolani présente le producteur Francesco Mazzei à Valerii. Au lieu d'adapter La Vigne aux raisins noirs, Mazzei propose à Valerii d'adapter Une jeune fille nommée Julien de la romancière Milena Milani.
Joan Fontaine a d'abord été choisie pour incarner Laura, la mère du protagoniste, mais a quitté le plateau quelques jours avant la fin du tournage en raison de désaccords économiques avec le producteur Francesco Mazzei ; elle a été remplacée par Esmeralda Ruspoli et toutes ses scènes ont été retournées. Le film a reçu des critiques mitigées.